# Wallaba decora
Wallaba decora är en spindelart som beskrevs av Bryant 1943. Wallaba decora ingår i släktet Wallaba och familjen hoppspindlar. Inga underarter finns listade i Catalogue of Life.